# Припечани
 Тази статия е за селото в Щипско, Северна Македония.  За селото в Петричко, България, чието име до 1984 г. е Припечене вижте Генерал Тодоров (село).  
Припечани (на македонска литературна норма: Припечани) е село в централната източна част на Северна Македония, община Карбинци.

## География
Селото е разположено в планината Плачковица.

## История
В XIX век Припечани е село в Кочанска кааза на Османската империя. Според статистиката на Васил Кънчов („Македония. Етнография и статистика“) от 1900 година Припѣчани има 315 жители българи християни.
Цялото българско население на селото е под върховенството на Българската екзархия. По данни на секретаря на екзархията Димитър Мишев („La Macédoine et sa Population Chrétienne“) в 1905 година в Припечани (Pripetchani) има 320 българи екзархисти.
След Междусъюзническата война в 1913 година селото попада в Сърбия.

## Личности
Родени в Припечани
- Никола Препечански (? – 1925), деец на ВМРО
- Тодор Митев, български революционер, деец на ВМОРО, четник в четата на Иван Бърльо в март - май 1915 година[3]

Починали в Припечани
- Серафим Атанасов Велков, български военен деец, подпоручик, загинал през Втората световна война[4]